# Traveling Wilburys Vol. 1
Traveling Wilburys Vol. 1 är supergruppen Traveling Wilburys debutalbum från 1988.

## Låtlista
Alla låtar är skrivna och komponerade av Traveling Wilburys. 
| 1. | Handle with Care   | 3:20 |
| 2. | Dirty World        | 3:30 |
| 3. | Rattled            | 3:00 |
| 4. | Last Night         | 3:48 |
| 5. | Not Alone Any More | 3:24 |

| 6.  | Congratulations            | 3:30 |
| 7.  | Heading for the Light      | 3:37 |
| 8.  | Margarita                  | 3:15 |
| 9.  | Tweeter and the Monkey Man | 5:30 |
| 10. | End of the Line            | 3:30 |

Bonusspår på utgåvan 2007
| Nr  | Titel       | Längd |
| --- | ----------- | ----- |
| 11. | Maxine      | 2:49  |
| 12. | Like a Ship | 3:31  |

## Medverkande
Traveling Wilburys
- Nelson Wilbury (George Harrison) – sång, elgitarr, akustisk gitarr, slidegitarr, körsång
- Otis Wilbury (Jeff Lynne) – sång, elgitarr, akustisk gitarr, bas [1][2] keyboards, körsång
- Charlie T. Wilbury Jr (Tom Petty) – sång, akustisk gitarr, kör
- Lefty Wilbury (Roy Orbison) – sång, akustisk gitarr, kör
- Lucky Wilbury (Bob Dylan) – sång, akustisk gitarr, kör, munspel på "Handle with Care"

Övriga medverkande
- Buster Sidebury (Jim Keltner) – trummor
- Jim Horn – saxofon
- Ray Cooper – percussion
- Ian Wallace – pukor på "Handle with Care"

Produktion
- Producerad av Otis och Nelson Wilbury (Jeff Lynne och George Harrison)
- Ljudtekniker – Bill Bottrell, Richard Dodd, Phil McDonald, Don Smith

## Utmärkelser och nomineringar

### Grammy Awards
| År                | Nominerad                     | Utmärkelse                                         | Resultat |
| ----------------- | ----------------------------- | -------------------------------------------------- | -------- |
| 1990              | The Traveling Wilburys Vol. 1 | Best Rock Performance by a Duo or Group with Vocal | Vann     |
| Album of the Year | The Traveling Wilburys Vol. 1 | Nominerad                                          |          |

### American Music Awards
| År   | Nominerad                  | Utmärkelse                   | Resultat  |
| ---- | -------------------------- | ---------------------------- | --------- |
| 1990 | Traveling Wilburys (grupp) | Favorite Pop/Rock New Artist | Nominerad |